# Aigrefeuille (Haute-Garonne)
Aigrefeuille ist eine Gemeinde im französischen Département Haute-Garonne in der Région Okzitanien. In dem 4,62 km² großen Gemeindegebiet wohnen 1326 Einwohner (Stand 1. Januar 2022).

## Geschichte
Der Ort wird im Jahr 1342 erstmals genannt, als der Grundherr Guillaume Hunaud de Lanta die Niedere Gerichtsbarkeit besaß.

## Weblinks

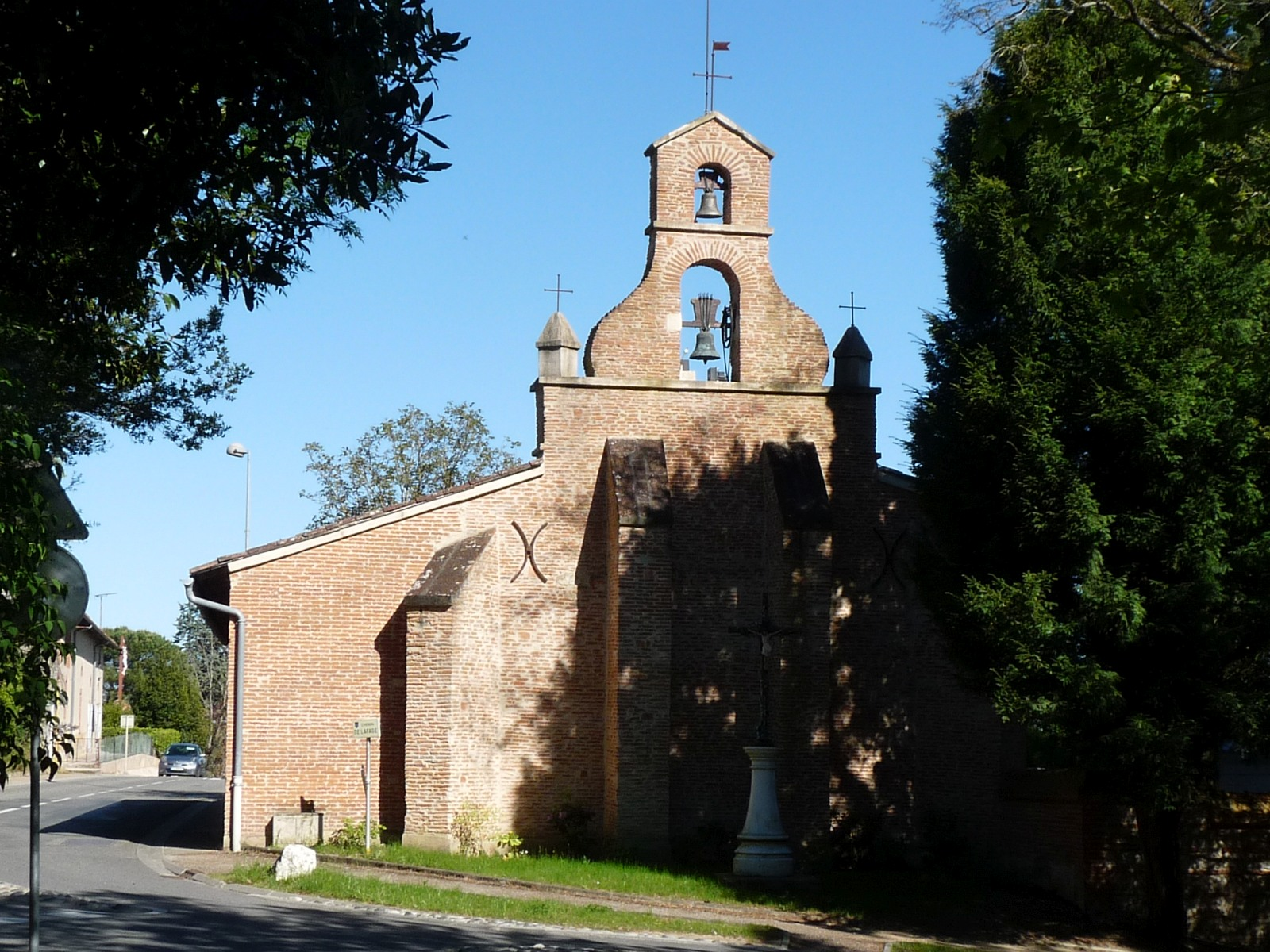
Kirche Saint-Julien

## Bevölkerungsentwicklung
| Jahr                       | 1962 | 1968 | 1975 | 1982 | 1990 | 1999 | 2010 | 2017 | 2019 |
| Einwohner                  | 99   | 124  | 135  | 172  | 245  | 577  | 1077 | 1275 | 1272 |
| Quellen: Cassini und INSEE |      |      |      |      |      |      |      |      |      |